# Бримонд (Тексас)
Бримонд (енгл. Bremond) град је у америчкој савезној држави Тексас. По попису становништва из 2010. у њему је живело 929 становника.

## Демографија
Према попису становништва из 2010. у граду је живело 929 становника, што је 53 (6,1%) становника више него 2000. године.
| Група             | 2000.       | 2010.       |
| Белци             | 704 (80,4%) | 688 (74,1%) |
| Афроамериканци    | 128 (14,6%) | 179 (19,3%) |
| Азијати           | 2 (0,2%)    | 5 (0,5%)    |
| Хиспаноамериканци | 36 (4,1%)   | 51 (5,5%)   |
| Укупно            | 876         | 929         |